# 少彦名神社 (大洲市)

少彦名神社（すくなひこなじんじゃ）は愛媛県大洲市菅田町大竹乙937番地2にある神社。同じ菅田町菅田にも同名の神社が存在する。
少彦名神社参籠殿はワールド・モニュメント財団によって2014年版危機に瀕している世界のモニュメントリストに登録された。
参籠殿修復活動はユネスコアジア太平洋文化遺産保全賞の2016年最優秀賞を受賞した。

## 祭神
- 少彦名命（すくなひこのみこと）

## 歴史
- 1441年:(永享13年/嘉吉1年)宇都宮次郎太郎、少彦名神社へ扁額『少比古廟』を奉納[2]
- 1583年:(天正11年)正岡宮内大輔、少彦名神社を再興[2]
- 1934年:参籠殿建築される[3]。
- 2013年:ワールド・モニュメント財団によって2014年版「危機に瀕している世界のモニュメントリスト」に登録された。
- 2014年6月4日:本格修復始まる。
- 2014年6月11日:棟梁の男性が転落死し、修復中断。
- 2014年8月1日ごろ:再発防止策を講じ、修復再開[4]。
- 2015年3月7日:参籠殿本体の修復工事を終え、竣工式を行う。
- 2016年5月30日:参籠殿一棟（附 棟札及び板図）が市指定有形文化財に指定された[5]。
- 2016年9月1日:参籠殿修復活動がユネスコアジア太平洋文化遺産保全賞の2016年最優秀賞を受賞した[6]。

## 祭礼
- 4月15日 - 春の大祭
- 10月15日 - 秋の例大祭

## 施設
- 大鳥居
- 参籠殿：懸造を用いて建てられており、床面積の約9割が山崖に迫り出している[7]。
- 拝殿
- 中殿
- 本殿（御陵）

## ギャラリー

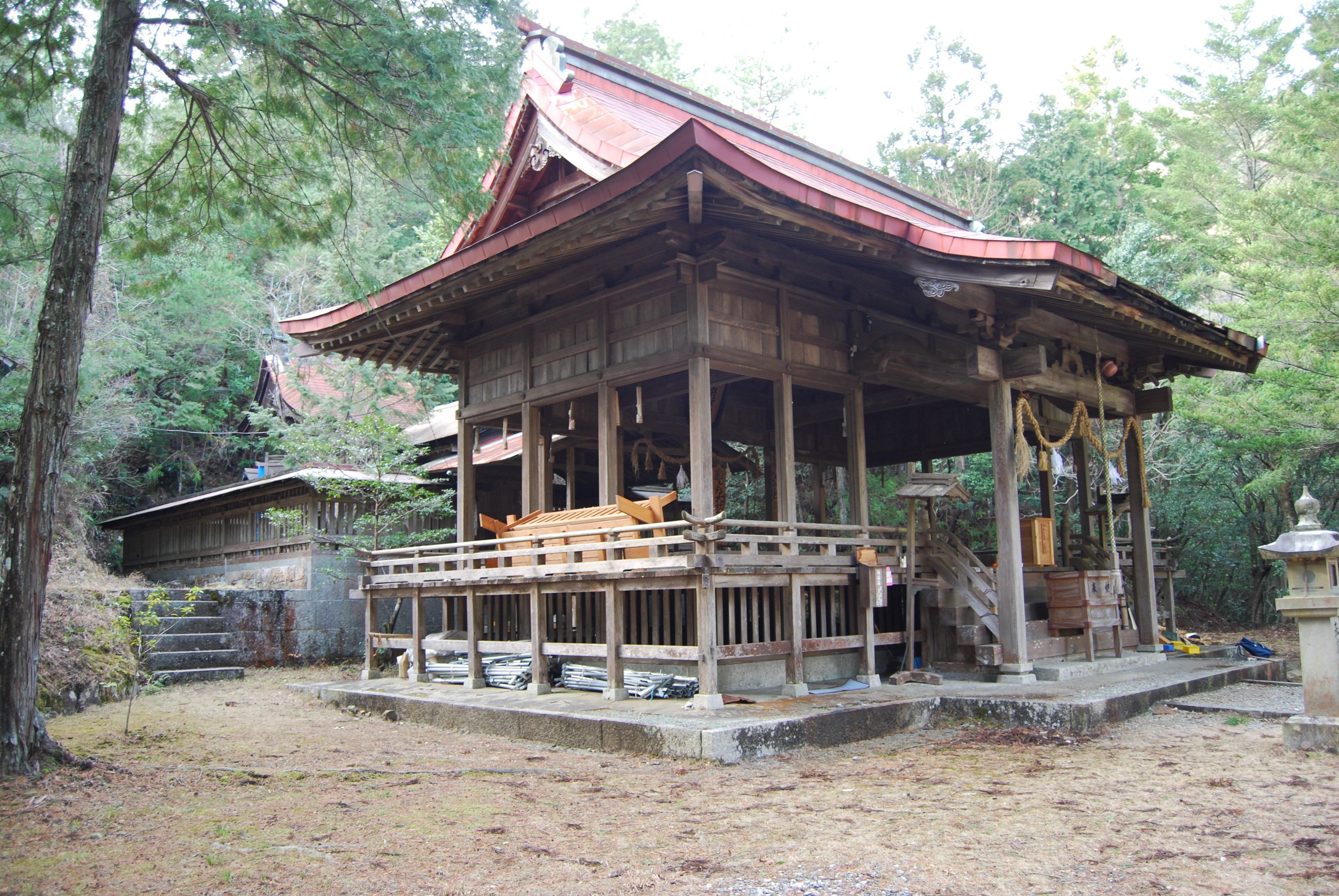
拝殿・神殿
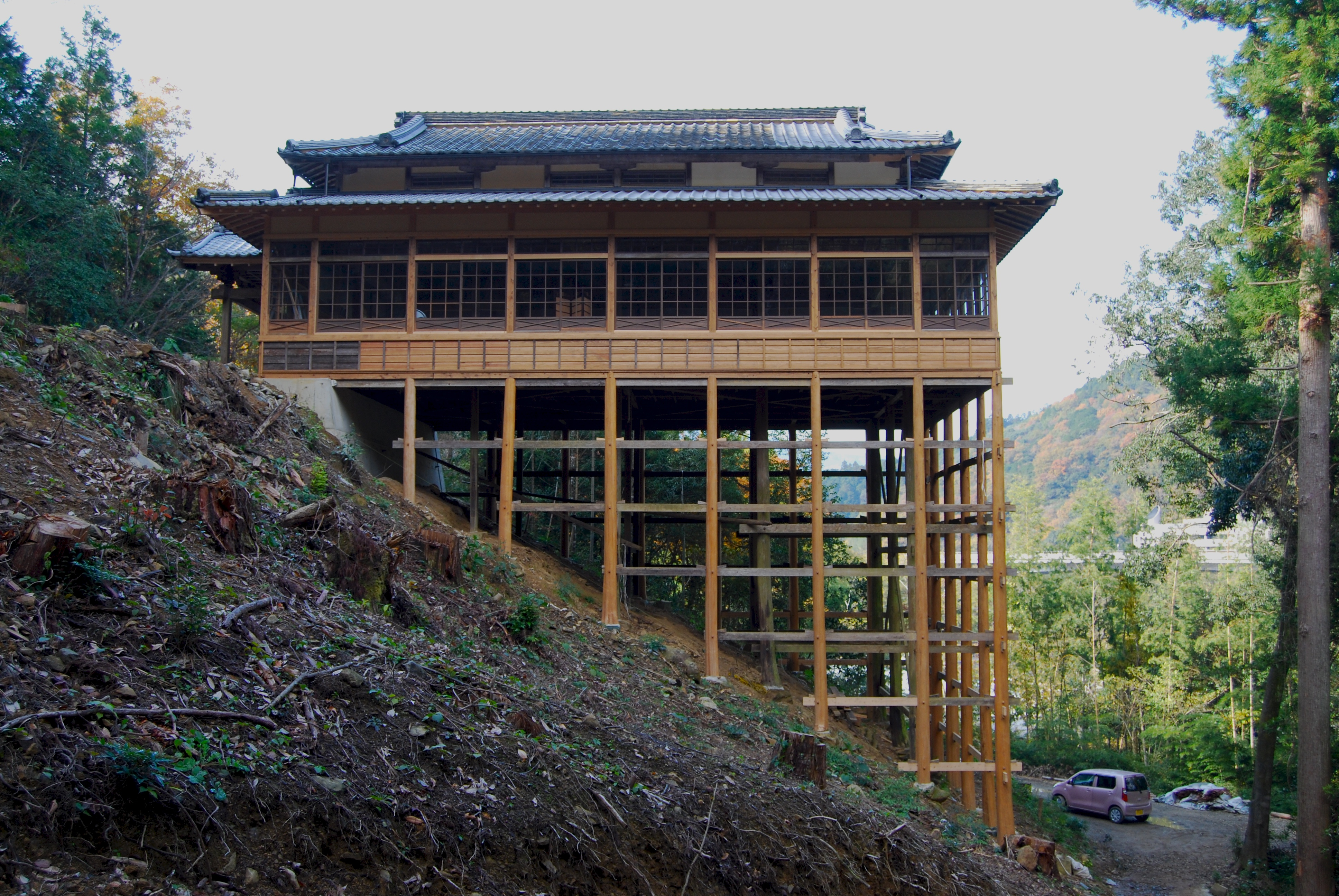
参籠殿 （市指定有形文化財）